# Meistriliiga de 2009
Meistriliiga 2009 foi a 19ª edição da Meistriliiga. A competição ocorreu entre os dias 7 de março e 7 de novembro. O Levadia Tallinn conquistou o tetra campeonato, e se igualou em número de títulos com o Flora Tallinn, como os times com mais títulos da Meistriliiga, com 7 conquistas.

## Equipes
| Equipe         | Localização | Estádio             | Capacidade | Técnico         |
| -------------- | ----------- | ------------------- | ---------- | --------------- |
| Flora          | Tallinn     | A. Le Coq Arena     | 9.300      | Tarmo Rüütli    |
| Kalju          | Tallinn     | Hiiu Stadium        | 500        | Fredo Getulio   |
| Kuressaare     | Kuressaare  | Linnastaadion       | 2.000      | Jan Važinski    |
| Levadia        | Tallinn     | Kadrioru Stadium    | 4.750      | Igor Prins      |
| Paide LM       | Paide       | ÜG Stadium          | 250        | Viktor Mets     |
| Sillamäe Kalev | Sillamäe    | Kalevi Stadium      | 2.000      | Anatoly Ushanov |
| Tallinna Kalev | Tallinn     | Kalevi Keskstaadion | 12.000     | Daniel Meijel   |
| Tammeka        | Tartu       | Tamme Stadium       | 2.000      | Norbert Hurt    |
| Trans          | Narva       | Kreenholmi Stadium  | 3.000      | Sergei Ratnikov |
| Tulevik        | Viljandi    | Linnastaadion       | 2.500      | Marko Lelov     |

## Classificação geral
- Classificação final[1]

| Meistriliiga 2009 | Meistriliiga 2009 | Meistriliiga 2009 | Meistriliiga 2009 | Meistriliiga 2009 | Meistriliiga 2009 | Meistriliiga 2009 | Meistriliiga 2009 | Meistriliiga 2009 | Meistriliiga 2009 | Meistriliiga 2009 | Meistriliiga 2009 |
| Time | Time              | Pts               | J                 | V                 | E                 | D                 | GP                | GC                | SG                | %                 | CD                |
| --- | ----------------- | ----------------- | ----------------- | ----------------- | ----------------- | ----------------- | ----------------- | ----------------- | ----------------- | ----------------- | ----------------- |
| 1 | Levadia           | 97                | 36                | 31                | 4                 | 1                 | 121               | 23                | +98               | 89,81             |                   |
| 2 | Sillamäe Kalev    | 76                | 36                | 24                | 4                 | 8                 | 85                | 40                | +45               | 70,37             |                   |
| 3 | Trans             | 76                | 36                | 23                | 7                 | 6                 | 82                | 29                | +53               | 70,37             |                   |
| 4 | Flora             | 72                | 36                | 22                | 6                 | 8                 | 79                | 31                | +48               | 66,67             |                   |
| 5 | Kalju             | 54                | 36                | 15                | 9                 | 12                | 65                | 47                | +18               | 50,00             |                   |
| 6 | Tulevik           | 51                | 36                | 15                | 6                 | 15                | 55                | 49                | +6                | 47,22             |                   |
| 7 | Tammeka           | 24                | 36                | 7                 | 3                 | 26                | 29                | 86                | -57               | 22,22             |                   |
| 8 | Kuressaare        | 24                | 36                | 7                 | 3                 | 26                | 21                | 99                | -78               | 22,22             |                   |
| 9 | Paide LM          | 22                | 36                | 6                 | 4                 | 26                | 21                | 97                | -76               | 20,37             |                   |
| 10 | Tallinna Kalev    | 16                | 36                | 4                 | 4                 | 28                | 32                | 89                | -57               | 14,81             |                   |
| Pts – Pontos ganhos; J – Jogos; V - Vitórias; E - Empates; D - Derrotas; GP – Gols pró; GC – Gols contra; SG – Saldo de gols; % - Aproveitamento de pontos CD - Confronto direto (primeiro critério de desempate é o resultados dos confrontos diretos entre as equipes) |                   |                   |                   |                   |                   |                   |                   |                   |                   |                   |                   |

|  |                                                                               |
|  | Campeão; Vaga para Liga dos Campeões da UEFA - Primeira fase de Classificação |
|  | Vaga para Liga Europa - Primeira fase de Classificação                        |
|  | Disputa a permanência na Meistriliiga contra o segundo colocado da Esiliiga   |
|  | Rebaixado para Esiliiga em 2010                                               |

## Play-off
| 15 de novembro | Warrior Valga | 0 – 1 | Paide LM  | Sportland Arena, Tallinn             |
| 13:00          |               |       | 48' Pebre | Público: 110 Árbitro: Roomer Tarajev |

| 21 de novembro | Paide LM  | 1 - 1 | Warrior Valga |  |
| 13:00          | Leetma 8' |       | 75' Danelson  |  |

## Campeão
| Meistriliiga 2009                         |
| ----------------------------------------- |
| LEVADIA TALLINN Tetra-campeão (7º título) |